# El Capitán Trueno Extra
El Capitán Trueno EXTRA fue una revista de historietas (o tebeo) publicada por la editorial Bruguera entre 1960 y 1968, con 436 números ordinarios, más 6 extraordinarios de verano y 5 almanaques.

## Trayectoria editorial
En 1960, intentando maximizar el éxito de El Capitán Trueno, Bruguera lanza esta segunda cabecera semanal, pero en formato revista.
La serie estrella se presentaba por capítulos y, ya sin Ambrós, se encargaron de dibujarla otros autores: Beaumont, Julio Briñol, Adolfo Buylla, Félix Carrión, Luis Casamitjana, José María Casanovas, Comos, Francisco Díaz, Juan Escandell, Fuentes Man, Gil Bao, Tomás Marco, Martínez Osete, Ángel Pardo, Claudio Tinoco, Vicente Torregrosa y Juan José Úbeda. Incluía también:
| Años       | Números | Título                                           | Historietas largas                                                 | Guionista         | Dibujante            |
| ---------- | --- | ------------------------------------------------ | ------------------------------------------------------------------ | ----------------- | -------------------- |
| 1960       | 1-103, Vac60, Alm61, Vac61, Alm62 | Chico y Trilita                                  |                                                                    | Ricardo Acedo     | Francisco Ortega     |
| 1960-1968  | 1-126, 132, 134-139, 141-142, 151, 153, 155-158, 160-164, 167-168, 170, 172-174, 176-179, 182-183, 185-190, 193-197, 200, 205-209, 211-214, 216-217, 219-226, 229-230, 234-235, 237-238, 242-244, 246, 248, 250, 252, 258-261, 263-264, 266-267, 269-275, 277-281, 283-286, 288-290, 292, 294-295, 298-308, 310-313, 315-317, 319-427, Vac60, Alm61, Vac61, Alm62, Vac62, Alm63, Vac63, Alm64, Vac64, Alm65, Vac65 | La familia Trapisonda                            |                                                                    | Francisco Ibáñez  | Francisco Ibáñez     |
|            | 1-120 | La historia esa gran aventura                    |                                                                    |                   | Marco, Hernández     |
|            | 1-56 | La quiniela del saber                            |                                                                    |                   | Casamitjana          |
| 1960-1962  | Vac60, Vac61, Vac62 | El Escudero Bartolo o ¡qué calor hace, Manolo!   |                                                                    | Francisco Ibáñez  | Francisco Ibáñez     |
| 1960       | Vac60 | Don Furcio Buscabollos                           |                                                                    | Cifré             | Cifré                |
|            | 57-68 | Las apariencias engañan                          |                                                                    |                   | Blas Sanchís         |
| 08/05/1961 | 69-96, 103-119, 121-130 | Cepillo Chivátez                                 |                                                                    | Cifré             | Cifré                |
|            | Alm61 | Historia del aguinaldo que le dieron a Teobaldo  |                                                                    | Ibáñez            | Ibáñez               |
| 08/01/1962 | 104-115 | Dick Foster, piloto de pruebas                   |                                                                    | Vidal Sales       | Luis Casamitjana     |
| 02/04/1962 | 116-128 | El Inspector Dan                                 |                                                                    | Silver Kane       | Henares              |
|            | 118-119, 123-125, 127-128, 131, 134, Vac62 | Historieta del Oeste, bajo el cielo azul celeste |                                                                    |                   | Blas Sanchís         |
|            | 124 | Don Berrinche                                    |                                                                    | Peñarroya         | Peñarroya            |
|            | 129-130, 138, 153, 157, 163 | Frontier Bill                                    |                                                                    | Alfredo J. Grassi | Miguel Ángel Repetto |
|            | 131-134, 136, 139, 141-142, 144-147, 150, 155-156, 159, 164, Vac62, Alm63 | Pithy Raine                                      |                                                                    | Carlos Albiac     | Carlos Casalla       |
|            | 133, 135, Alm63 | Troglodito                                       |                                                                    |                   | Martz Schmidt        |
|            | 135, 137, 143, 151, 158 | Johnny Winchester                                |                                                                    | Eugenio Mandrini  | Eduardo Miranda      |
| 03/09/1962 | 138-139, 141-154, 192-206 | El paje Elgorriaga                               | ¡El misterio del califa! (138-154) ¡Yusuf, el usurpador! (192-206) |                   | Briñol               |
| 1963       | 160-161, 166-175 | Pitágoras Slim                                   |                                                                    | Vidal Sales       | F. Díaz              |
|            | 164, 166-167, 169, 171, 175-180, 182, 184-185, 191-195, 197-199, Vac61; Vac63; Alm64 | Un suceso en imágenes                            |                                                                    | Cassarell         | Moreno               |
| 27/05/1963 | 176-191, 196-199, 204, 208-210, 212-217, 220-222, 226, 230, 232-233, 236-237, 239-242, 244-245, 247-248, 251, 253-254, 293, 296, 309, 313-315, 318, Vac63, Alm64, Alm65, Vac65 | El Sheriff Chiquito, que es todo un gallito      |                                                                    | Martz Schmidt     | Martz Schmidt        |
| 1963       | 176-333, Vac63, Alm64, Vac64, Alm65, Vac65 | El Jabato                                        |                                                                    | Víctor Mora       | Carrión              |
|            | 180, 182-185, 187 | Curiosidades                                     |                                                                    |                   |                      |
| 11/11/1963 | 200-409, 412-427, Alm64, Vac64, Alm65, Vac65 | Víctor, héroe del espacio                        |                                                                    | Víctor Mora       | Martínez Osete       |
| 11/11/1963 | 200 | Hagamos historia con Rodolfo Tuerca              |                                                                    |                   |                      |
|            | 125-127 | Suspense en la realidad                          |                                                                    |                   | Blasco               |
|            | 126 | Historia de verano, de Manolín y su hermano      |                                                                    |                   | Segura               |
|            | 140, 148-149, 152, 154, 165 | N. B. Keene                                      |                                                                    | Armando Vecchione | Octavio Oscar        |
|            | 257-258 | Guillermín                                       |                                                                    |                   | Andreu               |
|            | 306 | Rodolfo Tuerca os invita a sonreír               |                                                                    |                   |                      |
| 30/05/1966 | 333-335, 338-341, 344, 346-347, 352, 354, 366, 368-369, 373, 391-392, 407, 409, 420 | Don Simón                                        |                                                                    | Cork              | Cork                 |

Entre los números 1 y 163 (más el almanaque de 1962) se publicó Dibuja tú también historietas del Capitán Trueno, un curso de dibujo de Antonio Bernal, en el que se vio obligado a utilizar caras recortadas.
En junio de 1966, con su n.º 334, la revista aumentó su tamaño y número de páginas, acogiendo nuevas series:
| Años    | Números | Título                                          | Historietas largas | Guionista  | Dibujante  |
| ------- | --- | ----------------------------------------------- | ------------------ | ---------- | ---------- |
| 06/1966 | 334-361, 367 | Film-ficha                                      |                    |            |            |
| 06/1966 | 334-336, 341, 343, 346 | Aspirino y Colodión                             |                    | Figueras   | Figueras   |
| 06/1966 | 334-348, 350, 354-355, 361, 364, 368-370, 373, 382, 388, 391-392, 405, 407 | Barbarroja                                      |                    | Füchsel    | Füchsel    |
| 06/1966 | 334-336, 338, 340, 342, 344, 346-349, 351, 353, 355, 357, 359-360, 362-363, 365, 367, 369, 371-372, 374, 376-377, 379, 381-382, 384, 386, 388-389, 391, 393, 395, 396, 398, 400, 405-406, 408, 412, 414-427 | El príncipe errante                             |                    | Martín     | Carrión    |
|         | 337, 339, 341, 343, 345, 350, 352, 354, 356, 358, 361, 364, 366, 368, 370, 373, 375, 378, 380, 383, 385, 387, 390, 392, 394, 397, 399, 401-402, 404, 407, 409, 410-411, 413                                 | La llamada de África                            |                    |            | Darnís     |
|         | 340, 342, 344-345, 348-354, 356-360, 362-369, 371-372, 374-378, 380, 381, 383-387, 389-399, 401, 402, 403, 404, 406-409, 411-427                                                                            | Rudesindo el bucanero, un tipo de cuerpo entero |                    | Peñarroya  | Peñarroya  |
|         | 348, 356, 359, 364-369, 373, 374, 379, 391 | Mr. Simpleton                                   |                    |            | Jüsp       |
|         | 375-378, 380-387, 389-402, 404, 406-408, 414, 416-418, 419, 421-422 | ¿Quién es el culpable?                          |                    | Isabel Bas |            |
|         | 384-387 | Leyendas y curiosidades de los lapones          |                    |            |            |
|         | 380-383 | Costumbres de la Edad Media                     |                    |            |            |
|         | 388-389, 391, 393, 396-398, 400-403 | Bugs Bunny                                      |                    |            |            |
|         | 410-411 | Rayo, piloto de pruebas                         |                    | Trapero    | Ortega     |
|         | 424 | Filomeno                                        |                    | Mingo      | Mingo      |
|         | 426-427 | Pico-Loco                                       |                    |            | Marquillas |